# 127. østlige længdekreds
Den 127. østlige længdekreds (eller 127 grader østlig længde) er en længdekreds, der ligger 127 grader øst for nulmeridianen. Den løber gennem Ishavet, Asien, Stillehavet, Australasien, det Indiske Ocean, det Sydlige Ishav og Antarktis.